# Moto Aventurax T.V.
Moto Aventurax T.V. Es un programa de la televisión colombiana de la franja de entretenimiento que se encarga de difundir los viajes de carácter turístico de grupos de motociclistas, transmite su señal los días Sábados a las 2:00 p. m. por la Red Nacional de Canales UNE que opera en el municipio de Medellín.
Con el material recolectado en los viajes, además de algunas pautas y entrevistas, se editan las tomas para la realización y transmisión del programa.
Este pretende masificar la cultura del motociclismo mediante campañas de buen comportamiento, uso adecuado de los elementos de seguridad, respeto por las señales de tránsito y el uso de las vías; se pretende que con la información mostrada la comunidad de televidentes se entere de los lugares de la región dignos de visitar y que las personas interesadas en viajar se incorporen a los grupos de salidas, además actualizar la información del sector comercial y dar publicidad social a los municipios de la región y del país.

## Historia
Inició actividades el 2 de febrero de 2009 en la ciudad de Medellín, pero sus orígenes se remontan a la observación y participación en la actividad recreacional de los paisas quienes disfrutan de realizar viajes en motocicleta a poblaciones cercanas y a la realización de comerciales para empresas, fusionando las dos actividades, su creador y director Fabio Augusto Lasso Arcos con la colaboración de un grupo de amigos y el patrocinio de marcas renombradas en el sector del motociclismo se dio a la tarea de concretar la idea; Hasta el 5 de mayo de 2013 se han transmitido 190 programas.

## Toponimia
La razón social de la empresa encierra acertadamente su filosofía, el motociclismo como una cultura y la segunda parte del nombre, aventurax, es un acrónimo de la palabra aventura y la letra X que da la significación de extremo, recurso utilizado publicitariamente.

## Viajes
Los recorridos son programados con anticipación, se tienen en cuenta aspectos como el clima y el estado de las vías; procurando intercalar salidas cortas de un día hasta viajes interdepartamentales de varios días, con la idea de pasar por ciudades que hayan invitado al programa, que se destaquen por su cultura, atractivos turísticos, sitios de interés, clubes de motociclistas, turismo de aventura.
Estos viajes luego de ser planeados se anuncian para que las personas interesadas se inscriban y participen; dentro del marco de cada viaje se pretende conocer parajes y sitios rurales, restaurantes y balnearios, se utiliza el alojamiento ofrecido por el poblado anfitrión, se conocen rutas turísticas y se integran los participantes mediante actividades lúdicas y rifas.
| Fecha                            | Destino               | Sitios de interés visitados              |
| -------------------------------- | --------------------- | ---------------------------------------- |
| 11 de abril de 2010              | San Rafael            | Trocadero                                |
| 18 de abril de 2010              | Santa Fe de Antioquia | Puente de Occidente                      |
| 1 de mayo de 2010                | Manizales             | nevado del Ruiz                          |
| 23 de mayo de 2010               | Cerro Verde           | balcón panorámico                        |
| 5, 6 y 7 de junio de 2010        | Medellín              | Encuentro de motos de mediano cilindraje |
| 11, 12, 13 y 14 de junio de 2010 | Coveñas               | golfo de Morrosquillo                    |
| 4 y 5 de julio de 2010           | San Carlos            | Oriente Antioqueño                       |
| 20 de agosto de 2010             | Santa fe de Antioquia | Ecoparque el Gaitero                     |

## El Club de Motos
El Club de Moto es la extensión administrativa hacia la comunidad como una forma de integrar los espectadores al programa, cuenta con un presidente y un grupo de asesores, es de las pocas agrupaciones de motociclistas con sede propia y con centro de servicios para los afiliados.

## Equipo de producción
- Fabio Augusto Lasso Arcos, director
- Katherín Cifuentes, presentadora
- Mónica María Restrepo, Presidente Club Moto Aventurax
- Román Guerra, Voz en off